# Culex pseudojanthinosoma
Culex pseudojanthinosoma är en tvåvingeart som beskrevs av Georges Senevet och Abonnence 1946. Culex pseudojanthinosoma ingår i släktet Culex och familjen stickmyggor.
Artens utbredningsområde är Franska Guyana. Inga underarter finns listade i Catalogue of Life.